# Jenny Lind-statyn

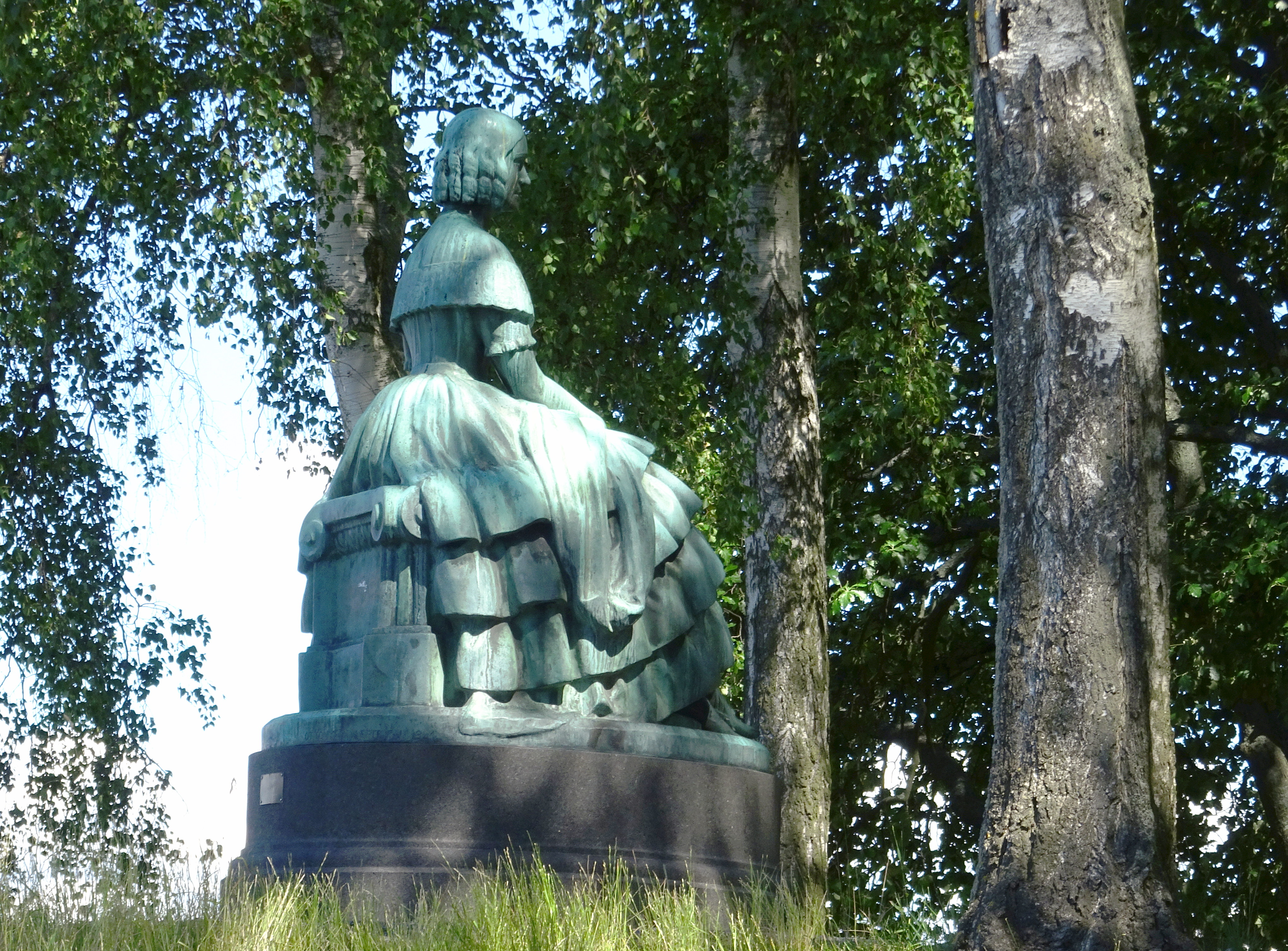
Jenny Lind-statyn, juli 2020.

Jenny Lind-statyn är en staty visande sångerskan Jenny Lind vid Djurgårdsbrunnsviken på Djurgården i Stockholm. Verket skapades av skulptören Erik Rafael-Rådberg och avtäcktes den 11 maj 1924.

## Historik

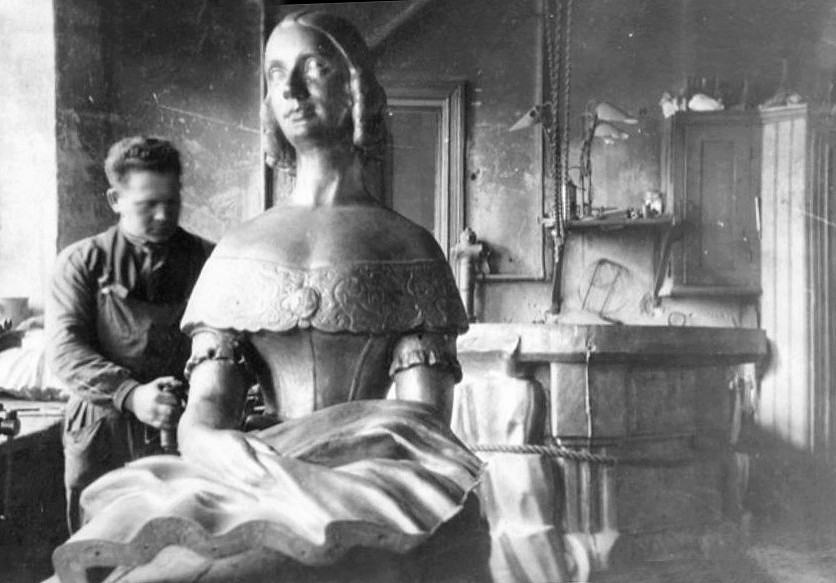
Statyn på Meyers konstgjuteri.

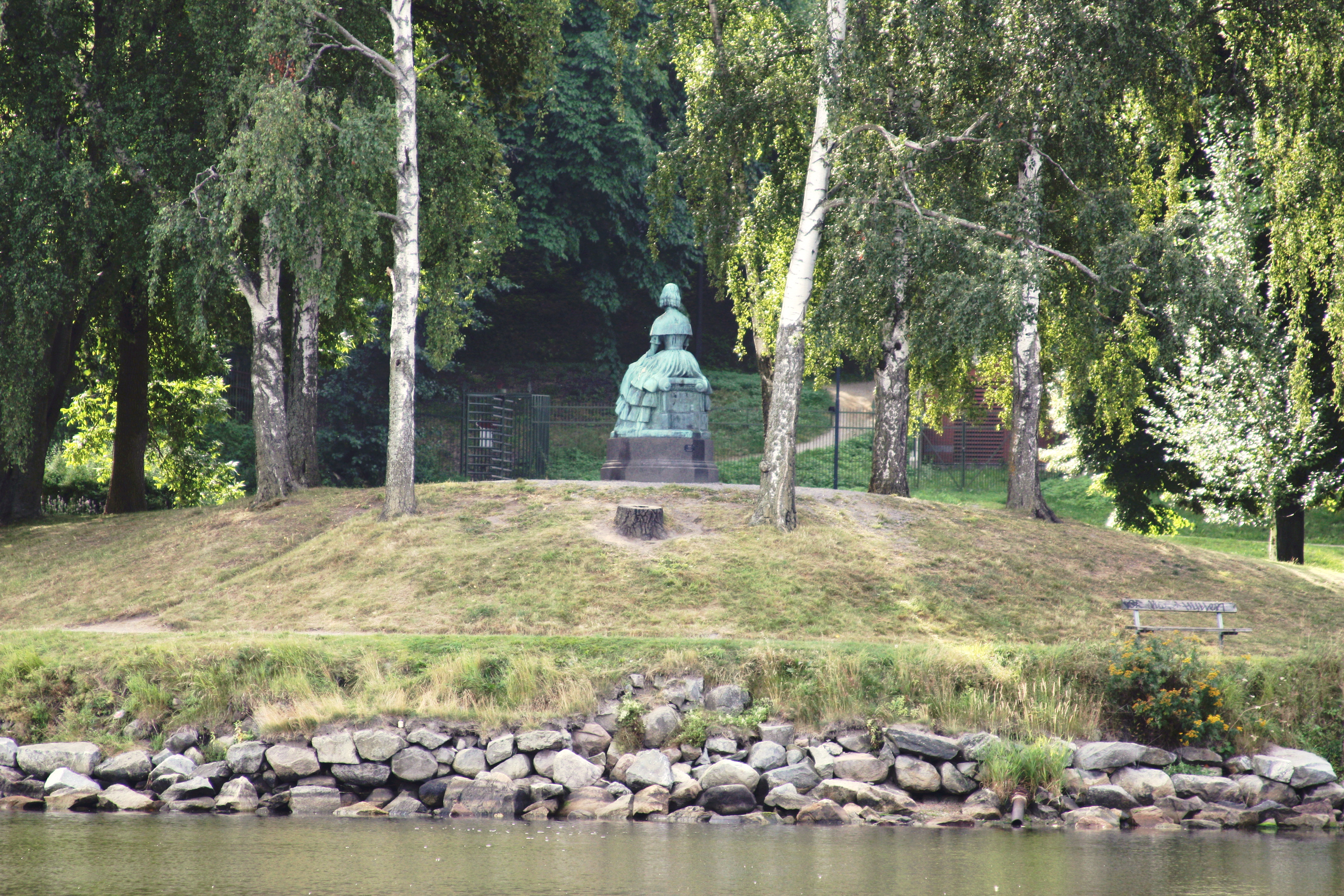
Statyn på Framnäsudde.

Sångerskan Jenny Lind, även kallad ”den svenska näktergalen”, hedrades 1924 med en staty på Framnäs udde på Södra Djurgården. Statyn var en donation av Jenny Linds dotter Jenny Maude Lind-Goldschmidt. Den är tillverkad i brons och göts på Meyers konstgjuteri i Stockholm. Verket står på ett ovalt postament av granit och Jenny Lind visas sittande på en liten kulle med ryggen mot Djurgårdsbrunnsviken. 
På Jenny Linds födelsedag den 6 oktober (1820), promenerar Jenny Lind Sällskapet årligen med fackeltåg till hennes staty vid Framnäs udde och hyllar henne med sång- och blommor.

## Om platsen
På Framnäs udde bodde sångerskan Emelie Högqvist en kort tid på 1840 i ett av arkitekt Fredrik Bloms flyttbara sommarhus. Hon var samtida med Jenny Lind men de två primadonnorna tålde inte varandra. Emilie hade nämligen en affär med Julius Günther, Jenny Linds tidigare fästman.
Nära platsen för Jenny Linds staty ligger Villa Fjeldstuen. Här bodde under knappt 30 år den norska sångerskan Alette Due. Även hon var samtida med Jenny Lind och hennes vackra sångröst ansågs av sakkunskapen stå närmast Jenny Linds. Alette Dues satt dessutom gemensamt med Julius Günther som ledamot i Kungliga Musikaliska Akademien.